# خاویار بلوگا

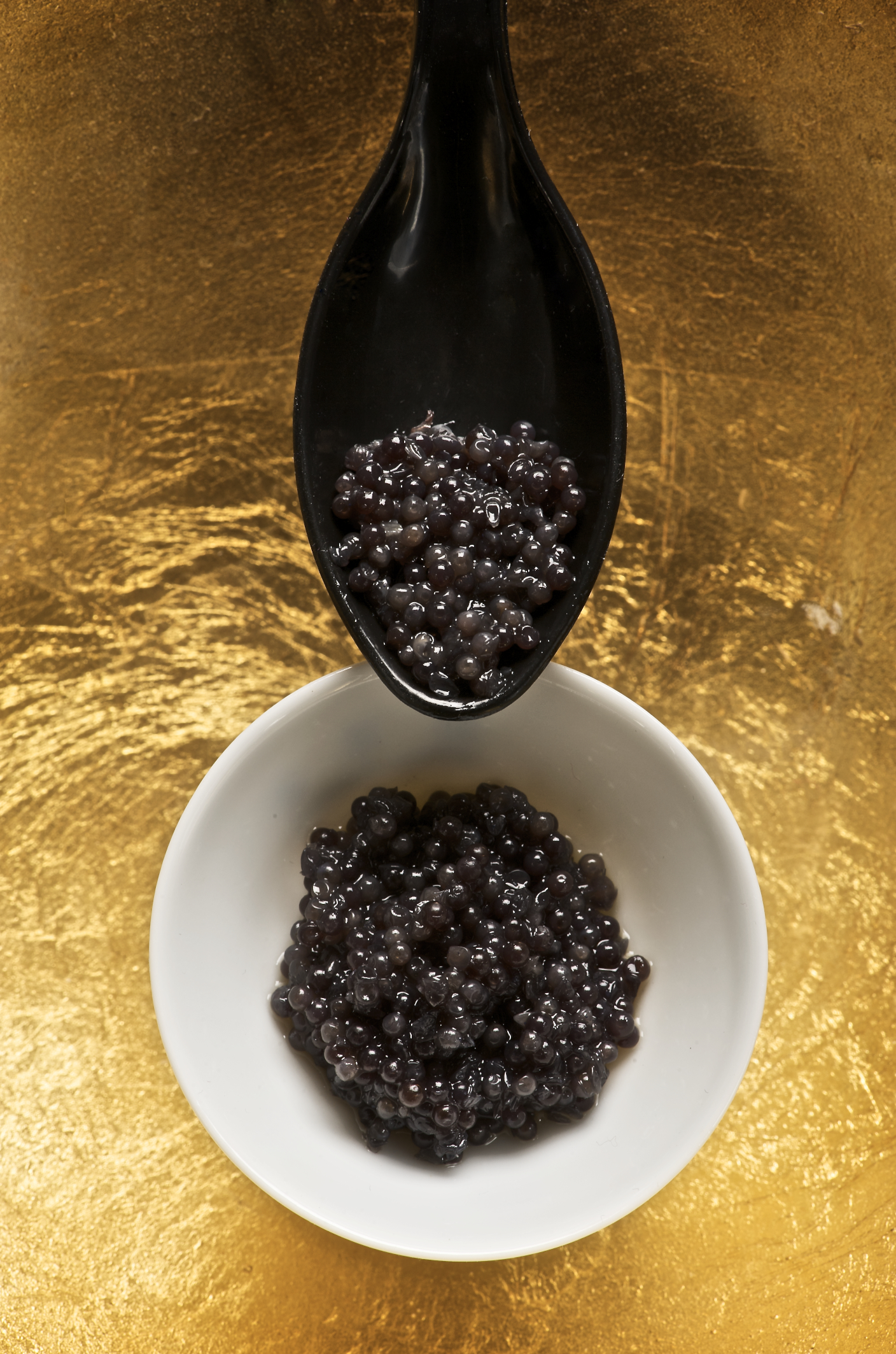
خاویار بلوگا سیاه

خاویار بلوگا (انگلیسی: Beluga caviar) خاویاری متشکل از اشپل (یا تخم) ماهیان خاویاری بلوگا Huso huso می‌باشد. این ماهی عمدتاً در دریای خزر یافت می‌شود که با ایران، جمهوری آذربایجان، قزاقستان، روسیه و ترکمنستان همسایه است. همچنین می‌توان آن را در حوضه دریای سیاه و گاهی اوقات در دریای آدریاتیک یافت. خاویار بلوگا گران‌ترین نوع خاویار است، که از ۷ هزار تا ۲۲ هزار دلار بر کیلوگرم (۳۲۰۰ تا ۱۰ هزار دلار بر پوند) در بازار عرضه می‌شود.